# Daiane Rodrigues
Daiane Rodrigues (* 22. Juli 1986 in São Carlos) ist eine brasilianische Fußballspielerin. Sie ist nicht mit der Nationalspielerin Daiane „Bagé“ Rodrigues zu verwechseln.

## Karriere

### Verein
Daiane begann ihre Karriere in der Jugendsportförderung der Stadt Araraquara und spielte anschließend für eine Auswahlmannschaft der Stadt Franca in der Staatsmeisterschaft von São Paulo. 2009 kehrte sie nach Araraquara zurück um wieder für das lokale Frauenteam zu spielen, welches inzwischen in den Traditionsclub Ferroviária integriert worden ist. Nach einem erneuten Engagement in Franca von 2011 bis 2012 avancierte sie ab der Saison 2013 zur Spielführerin des erfolgreichen Frauenteams von Ferroviária, welches sie zum brasilianischen Double und zum Gewinn der Copa Libertadores führte.
Zur Saison 2017 wechselte Daiane zur Vereinskooperative des SC Corinthians und Grêmio Osasco Audax. Für ersteren Club lief sie dabei in der Série A1 2017 und der Staatsmeisterschaft auf. Im Trikot von Audax nahm sie am Wettbewerb um die Copa Libertadores in Paraguay teil, die sie somit ein zweites Mal gewinnen konnte.
Zu Jahresbeginn 2018 kündigte Daiane ihren Wechsel nach Portugal an, wo sie in der Spielzeit 2018/19 für das neugegründete Frauenteam des Benfica Lissabon auflaufen wird. Im ersten Halbjahr 2018 absolvierte sie einige Einsätze für den SC Internacional in der zweiten brasilianischen Liga.

### Nationalmannschaft
2006 gehörte Daiane der U-20-Auswahl der brasilianischen Frauennationalmannschaft an, mit der sie die Südamerikameisterschaft in Chile gewann und an der Weltmeisterschaft in Russland teilnahm.
Mit einunddreißig bestritt Daiane am 25. und 28. November 2017 ihre ersten Einsätze für den A-Kader der Nationalelf in den beiden Freundschaftsspielen gegen Chile. In beiden Spielen wurde sie für Letícia Santos eingewechselt.

## Erfolge
Nationalmannschaft:
- U-20-Südamerikameisterin: 2006

Verein:
- CONMEBOL Copa Libertadores: 2015, 2017, 2020
- Brasilianische Meisterin: 2014
- Brasilianische Pokalsiegerin: 2014
- Portugiesische Pokalsiegerin: 2019
- Portugiesische Superpokalsiegerin: 2019
- Staatsmeisterin von São Paulo: 2013
- Staatspokal von São Paulo: 2023